# Wikimedia Commons
Wikimedia Commons är en av Wikimedia Foundation upprättad databas för i huvudsak fria bilder, videofilmer samt musik och ljudfiler. Den startade sin verksamhet 7 september 2004, och i början av juni 2019 tillhandahöll Wikimedia Commons drygt 54 miljoner filer.
Filerna i databasen är avsedda att kunna användas på vilken som helst webbsida eller i tryck. Ursprungligen var avsikten med Wikimedia Commons att låta samma fil användas direkt på de olika Wikimedia-projekten, men uppdraget har alltså senare utvidgats. Man begränsar dock filerna till sådana som kan tänkas vara till nytta i de olika Wikimedia-projekten, eller annars för bildande ändamål (engelska: realistically useful for an educational purpose).
Wikimedia Commons är ett mångspråkigt projekt. Också om arbetsspråket i första hand är engelska accepteras och uppmuntras samarbete och diskussionsinlägg på godtyckliga språk, och för själva materialet (filer, filbeskrivningar och bildgallerier) har engelskan ingen särställning annat än att en beskrivning också på engelska rekommenderas.

## Upphovsrätt och filformat
Wikimedia Commons innehåller endast material som inte omfattas av upphovsrätten eller som ligger under någon fri licens, i första hand de Creative Commons-licenser som tillåter att materialet även kan användas kommersiellt och spridas i förändrad form. Även filformaten ska vara fria, vilket gör att flera populära filformat som skyddas av patent inte kan användas på Commons. För bilder är det inte ett större problem, då populära filformat som JPEG, PNG och GIF inte skyddas av patent, men för ljud och video är de flesta spridda format skyddande. I juli 2007 accepterades enbart Ogg Vorbis och Midi för ljud och Ogg Theora för video.

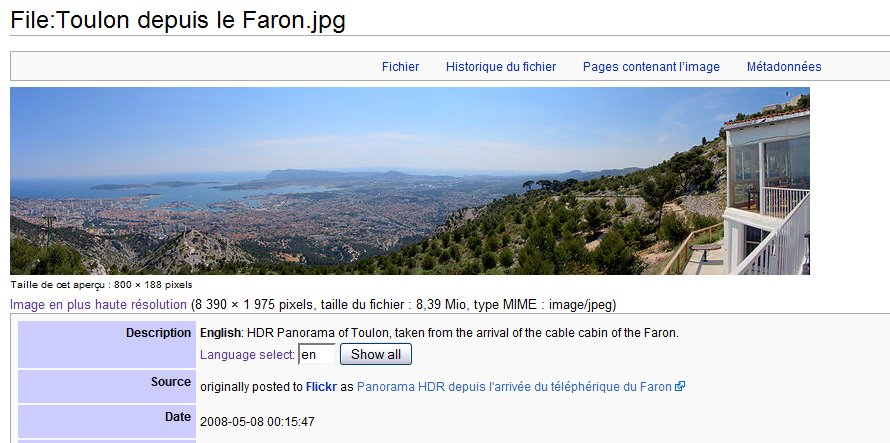
En bit av en filbeskrivningssida. Uppgifter om upphovsman, licens m.m. längre ner.

Commons-bilder används vanligen i mindre upplösning än den ursprungliga. Commons servrar skapar automatiskt de mindre bilderna enligt behov, med fri programvara. Den mindre bilden är i allmänhet länkad till en filbeskrivningssida, från vilken man dels har tillgång till originalfilen och olika mindre upplösningar, dels till information om filen, dess upphovsman, licens med mera.
Wikimedia Commons har ett system för att sortera bort bilder som inte uppfyller kraven på frihet (t.ex. för att den som angett en fri licens inte äger upphovsrätten) och där vissa användare har fått befogenhet att radera filer direkt eller efter en raderingsdiskussionsprocess, på denna grund, för att bilden strider mot lag eller god sed eller för att filen inte anses ingå i Commons uppdrag. En grundprincip är dock att Wikimedia Commons inte censureras: att en bild är stötande eller politiskt kontroversiell är inget skäl för radering.
Materialet på Commons består både av filer som laddats upp direkt av upphovsmän och material skapat av andra, det senare antingen hämtat från andra webbplatser eller inscannat eller fotograferat av Commons-användare efter att upphovsrättsskyddet har upphört. 
Eftersom upphovsrättslagstiftningen skiljer sig från ett land till ett annat, och också annan lagstiftning kan vara relevant, ger Wikimedia Commons inga garantier om att en viss fil kan användas lagligt i en viss situation. Villkoret för att en fil skall få finnas på Commons är att filen är fri i USA, där Wikimedia Foundation finns, och i "ursprungslandet", vanligen det land där verket först publicerades. Användning i ett land med strängare lagstiftning kan bryta mot upphovsrätten där.
Projektet har utvecklats från sin ursprungliga roll som fildatabas för Wikimediaprojekten till en databas för fria faktarelaterade bilder. Innehållet begränsas av att bilden potentiellt ska kunna användas för något pedagogiskt syfte, en riktlinje som bland annat hindrar uppladdning av de flesta familjebilder.

## Historik

### Utveckling
Sedan starten 2004 och fram till mars 2017 har drygt 37 miljoner mediefiler laddats upp till databasen. 2009 passerades 5 miljoner och 2011 10 miljoner filer. Tillströmningen av filer har under senare år accentuerats, bland annat genom tillskott från samarbetsprojekt med offentliga institutioner och uppladdningar från andra databaser med fria mediefiler (inklusive Youtube och Flickr). Många språkversioner av Wikipedia (inklusive svenskspråkiga Wikipedia) illustrerar numera sina artiklar endast med bilder från Wikimedia Commons, och många andra (inklusive engelskspråkiga Wikipedia) rekommenderar användarna att ladda upp filer under fri licens till Wikimedia Commons.

Diagram över Wikimedia Commons framväxt i antal filer.

Wikimedia Commons är en av de största mediedatabaserna för filer under fri licens, men ingalunda den största. Flickr hade i mars 2016 cirka 115 miljoner foton under motsvarande licenser (CC-licens utan begränsning av kommersiellt bruk eller anpassningar, alternativt Public Domain); den största delen av Flickrs foton är dock publicerade under en mer restriktiv licens. 2012 var drygt fyra miljoner av Youtubes videofiler uppladdade med en CC-licens (alla under en licens kompatibel med Wikimedia Commons). De CC-licensierade filerna är dock en mindre del av Youtubes videosamling, som 2015 var 1,2 miljarder filer stor.

### Jimmy Wales massradering av filer (2010)
Den 7 maj 2010 påbörjade Jimmy Wales en massradering av bilder som hade pornografiskt innehåll. Att inleda massraderingarna utan någon egentlig diskussion har kritiserats av användarna, och Wales anklagades för att försöka censurera webbplatsen. Särskilt gällde kritiken radering av bilder i bruk på Wikipedia och radering av äldre erotisk konst. Den 9 maj avstod Wales från sina rättigheter bland annat vad gäller att radera filer, blockera användare och uppträda som administratör. En stor del av de raderade bilderna återställdes.

### Antal mediefiler – historiska milstolpar
| Milstolpe  | Datum      | Not |
| ---------- | ---------- | --- |
| Öppnande   | 2004-09-07 |     |
| 5 000 000  | 2009-09-02 |     |
| 10 000 000 | 2011-04-15 |     |
| 15 000 000 | 2012-12-04 |     |
| 20 000 000 | 2014-01-25 |     |
| 25 000 000 | 2015-03-11 |     |
| 30 000 000 | 2016-01-13 |     |
| 35 000 000 | 2016-11-30 |     |
| 40 000 000 | 2017-06-22 |     |
| 50 000 000 | 2018-10-07 |     |

## Bildgalleri

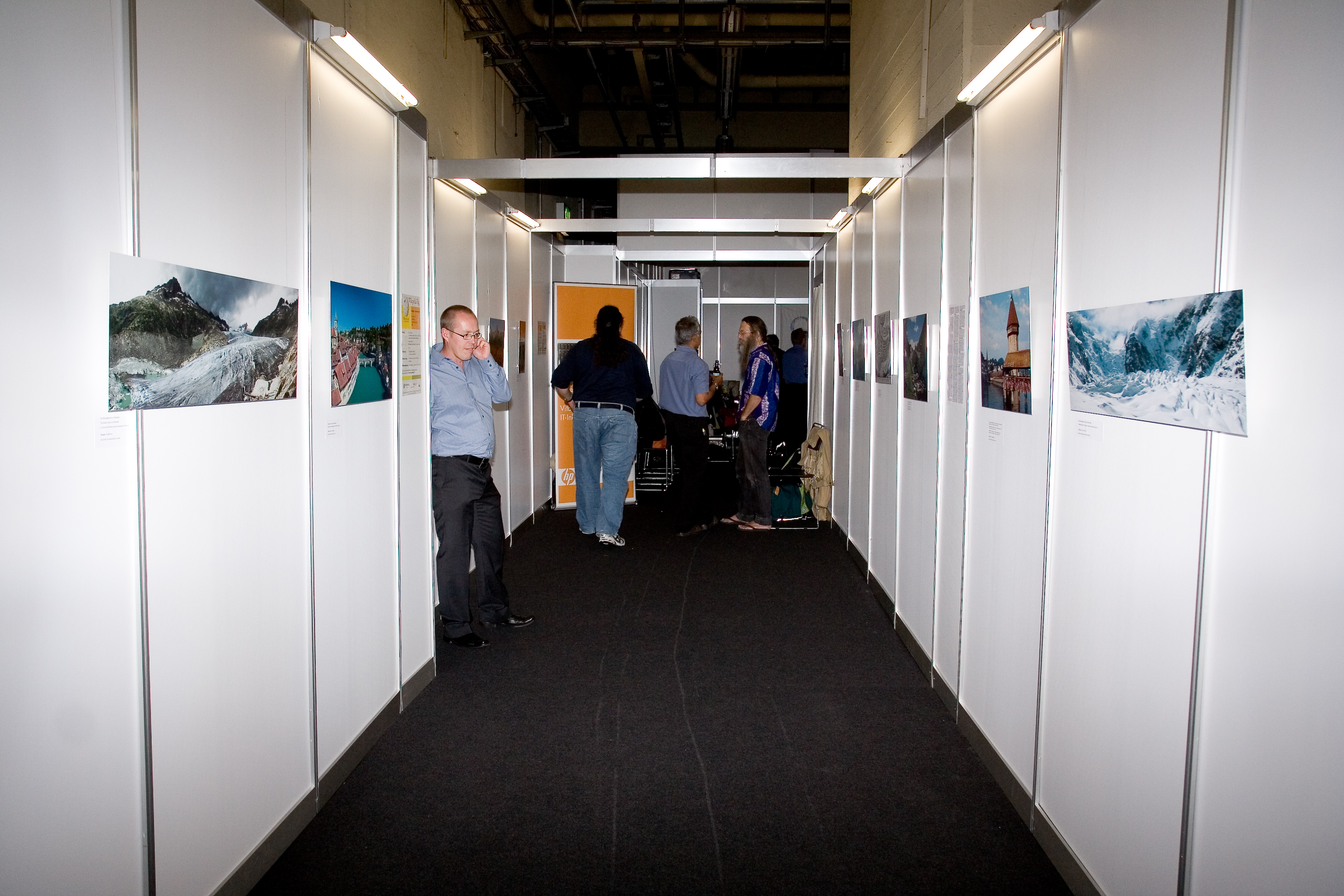
En utställning i Zürich 2007, där bilder från Wikimedia Commons ställdes ut.
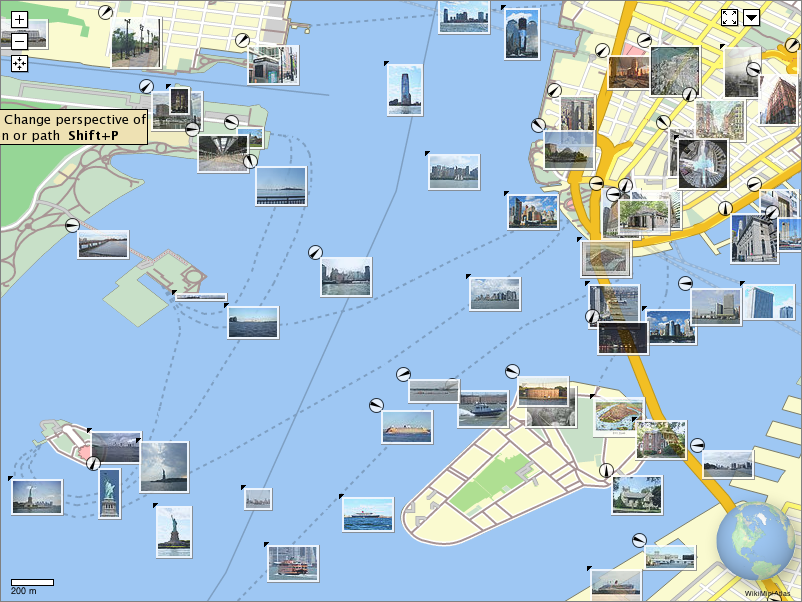
WikiMiniAtlas visar många av bilderna på Wikimedia Commons utifrån plats.

Årets bild 2012: Två biätare. Honan skall få insekten av hannen. Skapad av en Commons-användare.
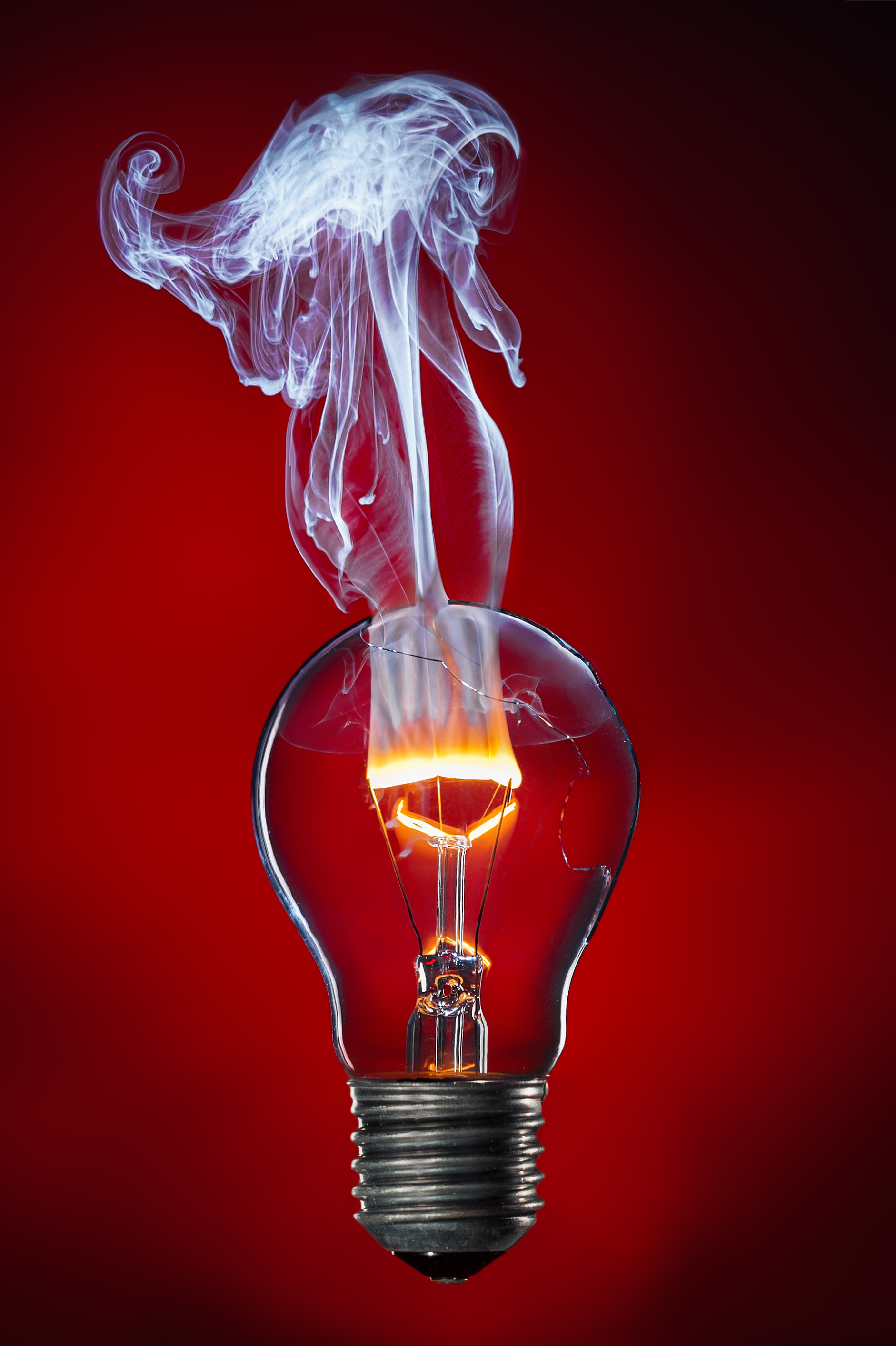
Årets bild 2013: Glödtråd brinner upp efter att luft släppts in i glödlampan. Skapad av en Commons-användare.
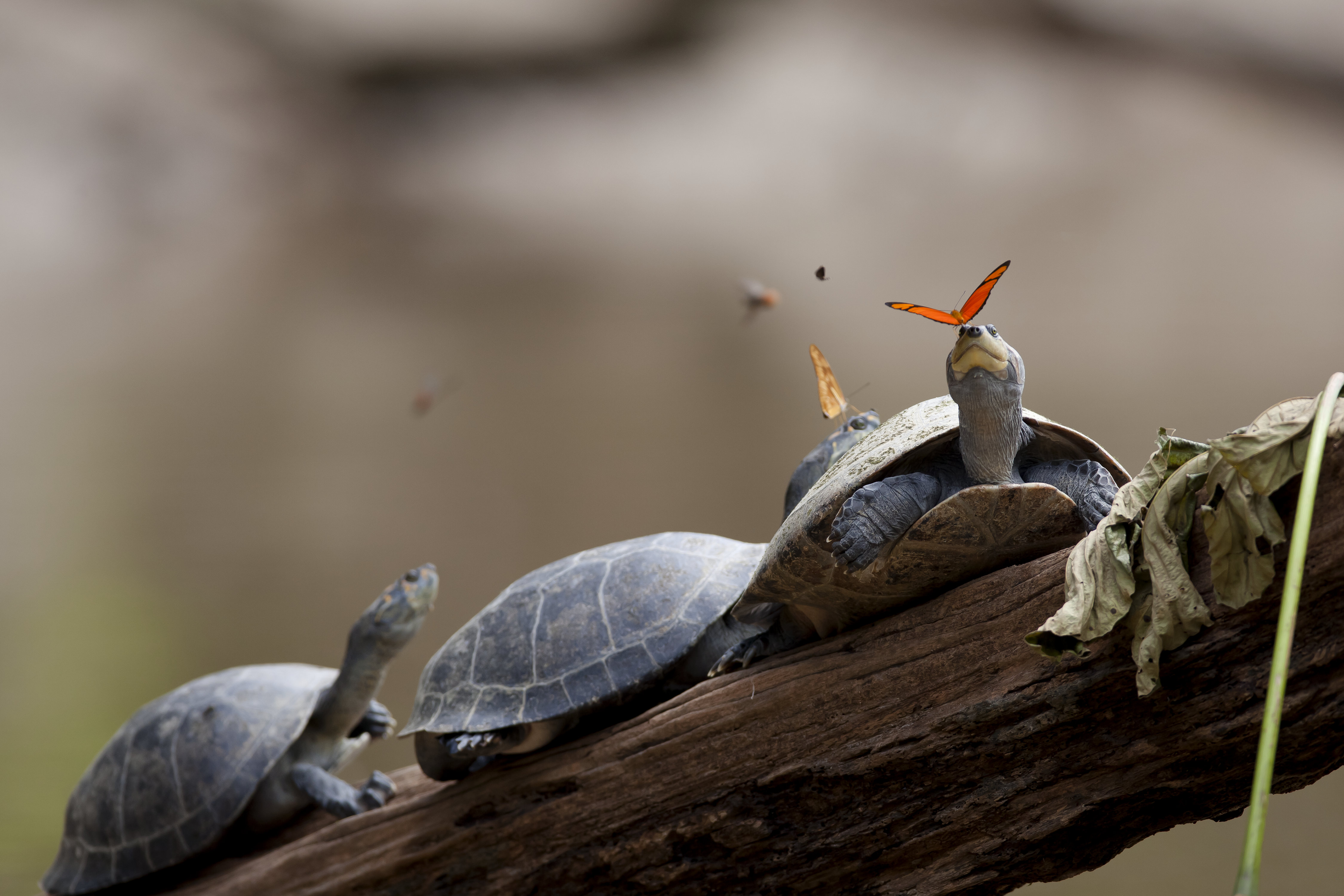
Årets bild 2014: Fjärilar dricker sköldpaddstårar. Från Ecuadors turismministerium.
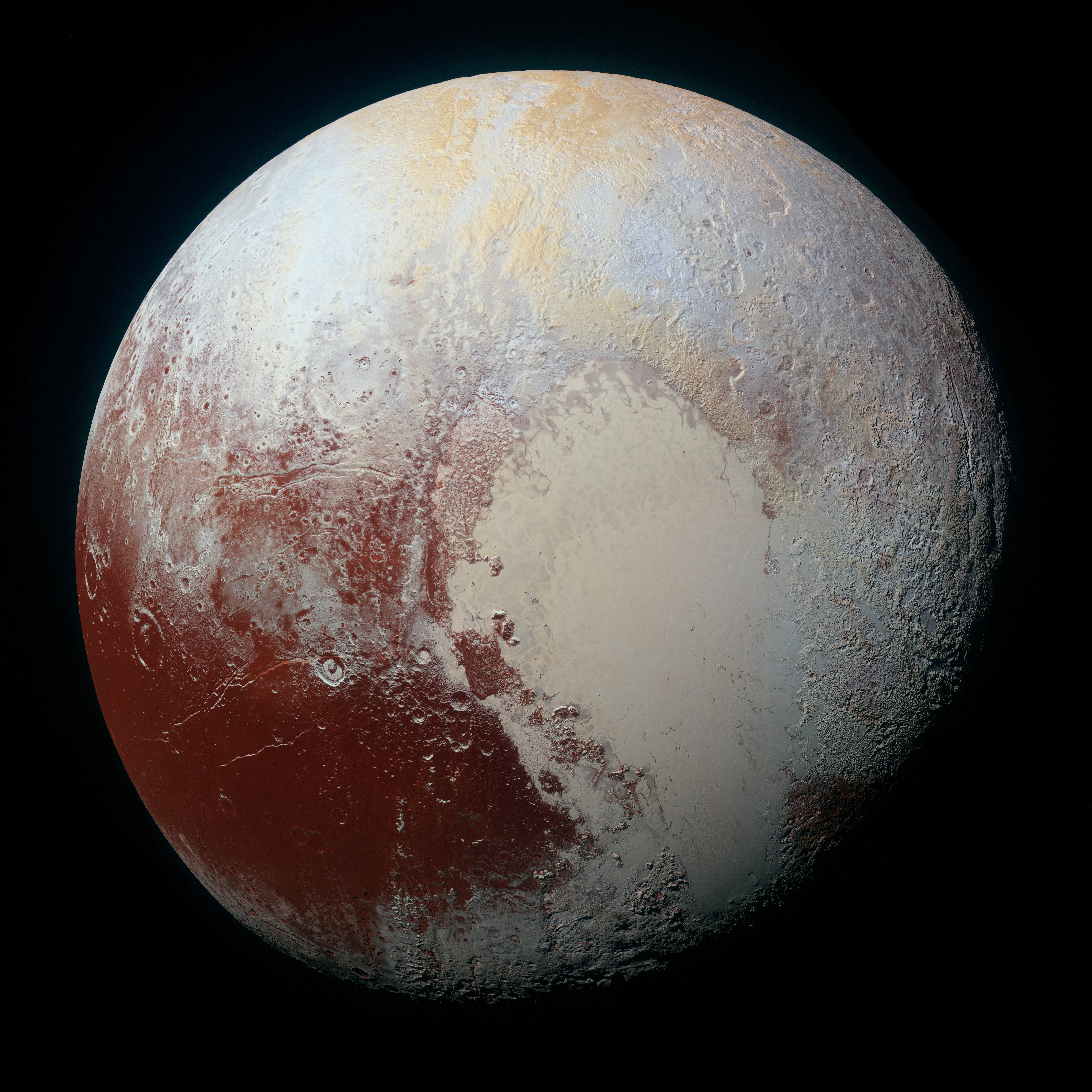
Årets bild 2015: Pluto fotograferad av NASA.